# Tinodes utchringita
Tinodes utchringita är en nattsländeart som beskrevs av Schmid 1972. Tinodes utchringita ingår i släktet Tinodes och familjen tunnelnattsländor. Inga underarter finns listade i Catalogue of Life.